# عدد مونشهاوزن

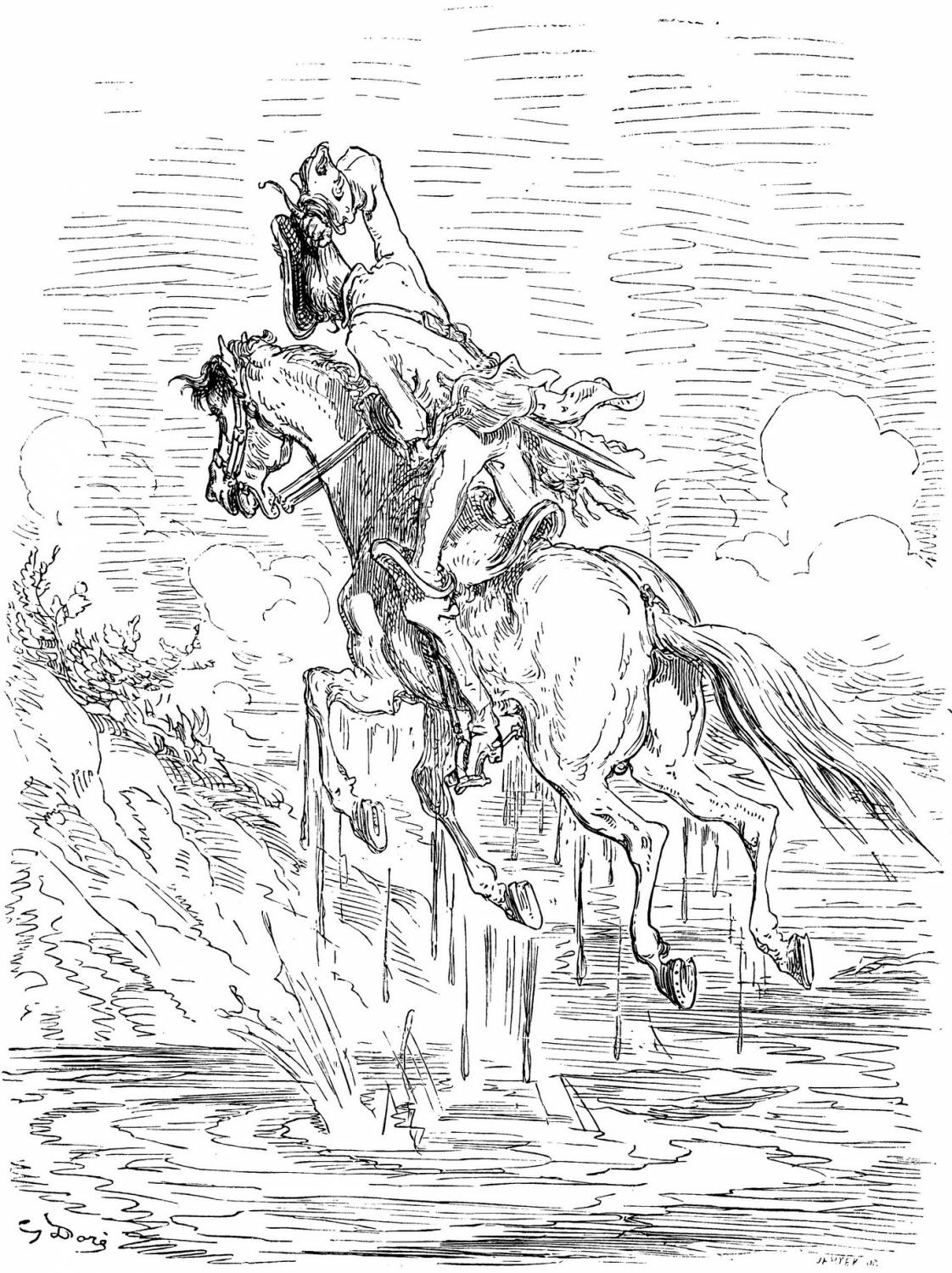
رسمة لمونشهاوزن يركب الخيل

في نظرية الأعداد، عدد مونشهاوزن (بالإنجليزية: Münchhausen number)‏ هو كل عدد يساوي مجموع كل رقم له مرفوعا إلى قوة نفسه xx على حدة (في العادة باستعمال الأساس 10). وهو يختلف عن العدد النرجسي لأن ارقامه لا ترفع إلى قوة ثابتة. مثلا:3435 = 3125 + 27 + 256 + 27 = 33+44+33+55 .
الأعداد المونشهاوزن الأوائل هي 0, 1, 3435, 438579088...

## سبب التسمية
سميت بالأعداد مونشهاوزن لأن الأرقام ترفع نفسها كما يزعم أن البارون فون هيرونيموس مونشهاوزن رفع نفسه بركوب كرة مدفع حديدية كما وصف في فيلم 1943  fantasy comedy film Münchhausen.